# Équipe de Grèce masculine de handball
Maillots
Dernière mise à jour : 29 juin 2021.
L'équipe de Grèce masculine de handball (en grec moderne : Εθνική Ελλάδας χειροσφαίριση ανδρών) est l'équipe nationale qui représente la Grèce lors des compétitions internationales masculines de handball, sous l'égide de la Fédération grecque de handball (en).
Nation mineure du handball mondial, la Grèce n'est parvenue à se qualifier qu'à deux reprises à un tournoi majeur, aux Jeux olympiques de 2004 organisés à domicile puis au Championnat du monde 2005.

## Effectif actuel
Les 19 joueurs sélectionnés pour disputer l'Euro 2024 sont :

## Parcours détaillé
| Année | Rang          | J             | G             | N             | P             | BP            | BC            | D             |
| ----- | ------------- | ------------- | ------------- | ------------- | ------------- | ------------- | ------------- | ------------- |
| 1972  | non qualifiée | non qualifiée | non qualifiée | non qualifiée | non qualifiée | non qualifiée | non qualifiée | non qualifiée |
| 1976  | non qualifiée | non qualifiée | non qualifiée | non qualifiée | non qualifiée | non qualifiée | non qualifiée | non qualifiée |
| 1980  | non qualifiée | non qualifiée | non qualifiée | non qualifiée | non qualifiée | non qualifiée | non qualifiée | non qualifiée |
| 1984  | non qualifiée | non qualifiée | non qualifiée | non qualifiée | non qualifiée | non qualifiée | non qualifiée | non qualifiée |
| 1988  | non qualifiée | non qualifiée | non qualifiée | non qualifiée | non qualifiée | non qualifiée | non qualifiée | non qualifiée |
| 1992  | non qualifiée | non qualifiée | non qualifiée | non qualifiée | non qualifiée | non qualifiée | non qualifiée | non qualifiée |
| 1996  | non qualifiée | non qualifiée | non qualifiée | non qualifiée | non qualifiée | non qualifiée | non qualifiée | non qualifiée |
| 2000  | non qualifiée | non qualifiée | non qualifiée | non qualifiée | non qualifiée | non qualifiée | non qualifiée | non qualifiée |
| 2004  | 6             | 8             | 3             | 0             | 5             | 188           | 220           | −32           |
| 2008  | non qualifiée | non qualifiée | non qualifiée | non qualifiée | non qualifiée | non qualifiée | non qualifiée | non qualifiée |
| 2012  | non qualifiée | non qualifiée | non qualifiée | non qualifiée | non qualifiée | non qualifiée | non qualifiée | non qualifiée |
| 2016  | non qualifiée | non qualifiée | non qualifiée | non qualifiée | non qualifiée | non qualifiée | non qualifiée | non qualifiée |
| 2020  | non qualifiée | non qualifiée | non qualifiée | non qualifiée | non qualifiée | non qualifiée | non qualifiée | non qualifiée |
| 2024  | non qualifiée | non qualifiée | non qualifiée | non qualifiée | non qualifiée | non qualifiée | non qualifiée | non qualifiée |
| Total | 1/14          | 8             | 3             | 0             | 5             | 188           | 220           | -32           |

| Année  | Rang          | J             | G             | N             | P             | BP            | BC            | D             |               |
| ------ | ------------- | ------------- | ------------- | ------------- | ------------- | ------------- | ------------- | ------------- | ------------- |
| 1994   | non qualifiée | non qualifiée | non qualifiée | non qualifiée | non qualifiée | non qualifiée | non qualifiée | non qualifiée | non qualifiée |
| 1996   | non qualifiée | non qualifiée | non qualifiée | non qualifiée | non qualifiée | non qualifiée | non qualifiée | non qualifiée | non qualifiée |
| 1998   | non qualifiée | non qualifiée | non qualifiée | non qualifiée | non qualifiée | non qualifiée | non qualifiée | non qualifiée | non qualifiée |
| 2000   | non qualifiée | non qualifiée | non qualifiée | non qualifiée | non qualifiée | non qualifiée | non qualifiée | non qualifiée | non qualifiée |
| 2002   | non qualifiée | non qualifiée | non qualifiée | non qualifiée | non qualifiée | non qualifiée | non qualifiée | non qualifiée | non qualifiée |
| 2004   | non qualifiée | non qualifiée | non qualifiée | non qualifiée | non qualifiée | non qualifiée | non qualifiée | non qualifiée | non qualifiée |
| 2006   | non qualifiée | non qualifiée | non qualifiée | non qualifiée | non qualifiée | non qualifiée | non qualifiée | non qualifiée | non qualifiée |
| 2008   | non qualifiée | non qualifiée | non qualifiée | non qualifiée | non qualifiée | non qualifiée | non qualifiée | non qualifiée | non qualifiée |
| 2010   | non qualifiée | non qualifiée | non qualifiée | non qualifiée | non qualifiée | non qualifiée | non qualifiée | non qualifiée | non qualifiée |
| 2012   | non qualifiée | non qualifiée | non qualifiée | non qualifiée | non qualifiée | non qualifiée | non qualifiée | non qualifiée | non qualifiée |
| 2014   | non qualifiée | non qualifiée | non qualifiée | non qualifiée | non qualifiée | non qualifiée | non qualifiée | non qualifiée | non qualifiée |
| 2016   | non qualifiée | non qualifiée | non qualifiée | non qualifiée | non qualifiée | non qualifiée | non qualifiée | non qualifiée | non qualifiée |
| 2018   | non qualifiée | non qualifiée | non qualifiée | non qualifiée | non qualifiée | non qualifiée | non qualifiée | non qualifiée | non qualifiée |
| / 2020 | non qualifiée | non qualifiée | non qualifiée | non qualifiée | non qualifiée | non qualifiée | non qualifiée | non qualifiée | non qualifiée |
| / 2022 | non qualifiée | non qualifiée | non qualifiée | non qualifiée | non qualifiée | non qualifiée | non qualifiée | non qualifiée | non qualifiée |
| 2024   | 23            | 3             | 0             | 0             | 3             | 72            | 100           | −28           |               |
| Total  | 1/16          | 3             | 0             | 0             | 3             | 72            | 100           | −28           |               |

| Année  | Rang          | J             | G             | N             | P             | BP            | BC            | D             |               |
| ------ | ------------- | ------------- | ------------- | ------------- | ------------- | ------------- | ------------- | ------------- | ------------- |
| 1938   | non qualifiée | non qualifiée | non qualifiée | non qualifiée | non qualifiée | non qualifiée | non qualifiée | non qualifiée | non qualifiée |
| 1954   | non qualifiée | non qualifiée | non qualifiée | non qualifiée | non qualifiée | non qualifiée | non qualifiée | non qualifiée | non qualifiée |
| 1958   | non qualifiée | non qualifiée | non qualifiée | non qualifiée | non qualifiée | non qualifiée | non qualifiée | non qualifiée | non qualifiée |
| 1961   | non qualifiée | non qualifiée | non qualifiée | non qualifiée | non qualifiée | non qualifiée | non qualifiée | non qualifiée | non qualifiée |
| 1964   | non qualifiée | non qualifiée | non qualifiée | non qualifiée | non qualifiée | non qualifiée | non qualifiée | non qualifiée | non qualifiée |
| 1967   | non qualifiée | non qualifiée | non qualifiée | non qualifiée | non qualifiée | non qualifiée | non qualifiée | non qualifiée | non qualifiée |
| 1970   | non qualifiée | non qualifiée | non qualifiée | non qualifiée | non qualifiée | non qualifiée | non qualifiée | non qualifiée | non qualifiée |
| 1974   | non qualifiée | non qualifiée | non qualifiée | non qualifiée | non qualifiée | non qualifiée | non qualifiée | non qualifiée | non qualifiée |
| 1978   | non qualifiée | non qualifiée | non qualifiée | non qualifiée | non qualifiée | non qualifiée | non qualifiée | non qualifiée | non qualifiée |
| 1982   | non qualifiée | non qualifiée | non qualifiée | non qualifiée | non qualifiée | non qualifiée | non qualifiée | non qualifiée | non qualifiée |
| 1986   | non qualifiée | non qualifiée | non qualifiée | non qualifiée | non qualifiée | non qualifiée | non qualifiée | non qualifiée | non qualifiée |
| 1990   | non qualifiée | non qualifiée | non qualifiée | non qualifiée | non qualifiée | non qualifiée | non qualifiée | non qualifiée | non qualifiée |
| 1993   | non qualifiée | non qualifiée | non qualifiée | non qualifiée | non qualifiée | non qualifiée | non qualifiée | non qualifiée | non qualifiée |
| 1995   | non qualifiée | non qualifiée | non qualifiée | non qualifiée | non qualifiée | non qualifiée | non qualifiée | non qualifiée | non qualifiée |
| 1997   | non qualifiée | non qualifiée | non qualifiée | non qualifiée | non qualifiée | non qualifiée | non qualifiée | non qualifiée | non qualifiée |
| 1999   | non qualifiée | non qualifiée | non qualifiée | non qualifiée | non qualifiée | non qualifiée | non qualifiée | non qualifiée | non qualifiée |
| 2001   | non qualifiée | non qualifiée | non qualifiée | non qualifiée | non qualifiée | non qualifiée | non qualifiée | non qualifiée | non qualifiée |
| 2003   | non qualifiée | non qualifiée | non qualifiée | non qualifiée | non qualifiée | non qualifiée | non qualifiée | non qualifiée | non qualifiée |
| 2005   | 6             | 9             | 4             | 1             | 4             | 245           | 246           | −1            |               |
| 2007   | non qualifiée | non qualifiée | non qualifiée | non qualifiée | non qualifiée | non qualifiée | non qualifiée | non qualifiée | non qualifiée |
| 2009   | non qualifiée | non qualifiée | non qualifiée | non qualifiée | non qualifiée | non qualifiée | non qualifiée | non qualifiée | non qualifiée |
| 2011   | non qualifiée | non qualifiée | non qualifiée | non qualifiée | non qualifiée | non qualifiée | non qualifiée | non qualifiée | non qualifiée |
| 2013   | non qualifiée | non qualifiée | non qualifiée | non qualifiée | non qualifiée | non qualifiée | non qualifiée | non qualifiée | non qualifiée |
| 2015   | non qualifiée | non qualifiée | non qualifiée | non qualifiée | non qualifiée | non qualifiée | non qualifiée | non qualifiée | non qualifiée |
| 2017   | non qualifiée | non qualifiée | non qualifiée | non qualifiée | non qualifiée | non qualifiée | non qualifiée | non qualifiée | non qualifiée |
| / 2019 | non qualifiée | non qualifiée | non qualifiée | non qualifiée | non qualifiée | non qualifiée | non qualifiée | non qualifiée | non qualifiée |
| 2021   | non qualifiée | non qualifiée | non qualifiée | non qualifiée | non qualifiée | non qualifiée | non qualifiée | non qualifiée | non qualifiée |
| / 2023 | non qualifiée | non qualifiée | non qualifiée | non qualifiée | non qualifiée | non qualifiée | non qualifiée | non qualifiée | non qualifiée |
| Total  | 1/28          | 9             | 4             | 1             | 4             | 245           | 246           | -1            |               |